# Windows Live Movie Maker
Título a ser usado para criar uma ligação interna é Windows Live Movie Maker.
Agora integrado no pacote Windows Live, o programa apresenta um layout diferente, com a famosa ribbon do Office 2007, facilitando o manuseamento do programa. Disponível apenas para Windows Vista, 7 e 8.

## Programa

### Visão Geral
Com o programa é possível criar filmes e apresentações de slides com fotos e vídeos e depois compartilha-las com os amigos e a família.

### Criação de filmes
Transforme  vídeos, fotos e músicas em um filme incrível automaticamente. O Filme Automático adiciona o título, os créditos e os efeitos, além de ajustar tudo isso para o usuário.

### Edição aperfeiçoada
É muito simples personalizar o seu filme com ferramentas de edição fáceis de usar. É possível cortar os clipes de vídeo para mostrar apenas as partes que deseja. Adicione títulos, transições, músicas e efeitos como movimento panorâmico e zoom.

### Criação de slides
O usuário não precisa de um vídeo para criar um filme. É possível criar apresentações de slides fantásticas usando suas fotos e músicas e as ferramentas de edição do Movie Maker. Conforme a seja música tocada, assista à transição das fotos selecionadas e aplique o zoom para ver mais de perto as estrelas do seu filme.

### Publicação do vídeo
Publique o filme no YouTube diretamente do Movie Maker ou compartilhe-o com amigos e a família de várias outras formas, incluindo por DVD.